# مبدأ

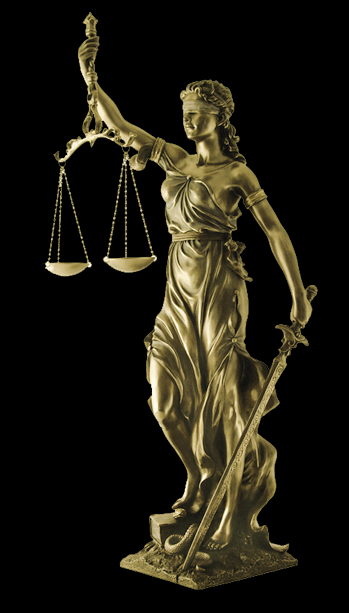

المبدأ هو القانون أو هو الأساس الذي تقوم عليه أفكارنا أو القاعدة التي يجب القيام بها، أو عادة هي التي ينبغي على الجميع اتباعها، مثل القوانين التي لوحظت في الطبيعة أو الطريقة التي يتم بها بناء نظام معين. مبادئ أي نظام هي ما يُفهم من قبل مستخدميه أنها خصائصه الأساسية، أو تعكس الغرض من تصميمه، أو آلية تشغيله الفعالة التي سيكون من المستحيل تجاهل أي من مبادئها. تعريف آخر هو أنه النقطة الأولى التي ينطلق منها تفكير الإنسان، ومنها يمكن تحديد ما هو الصواب والخطأ. وبالتالي يمكن للإنسان أن يتخذ قراره وفقاً لما توصل إليه من نتائج، وطبقاً لمدى تمسكه و إيمانه بضرورة تنفيذ ما لا يتعارض مع مبدأه.